# 大比爾基

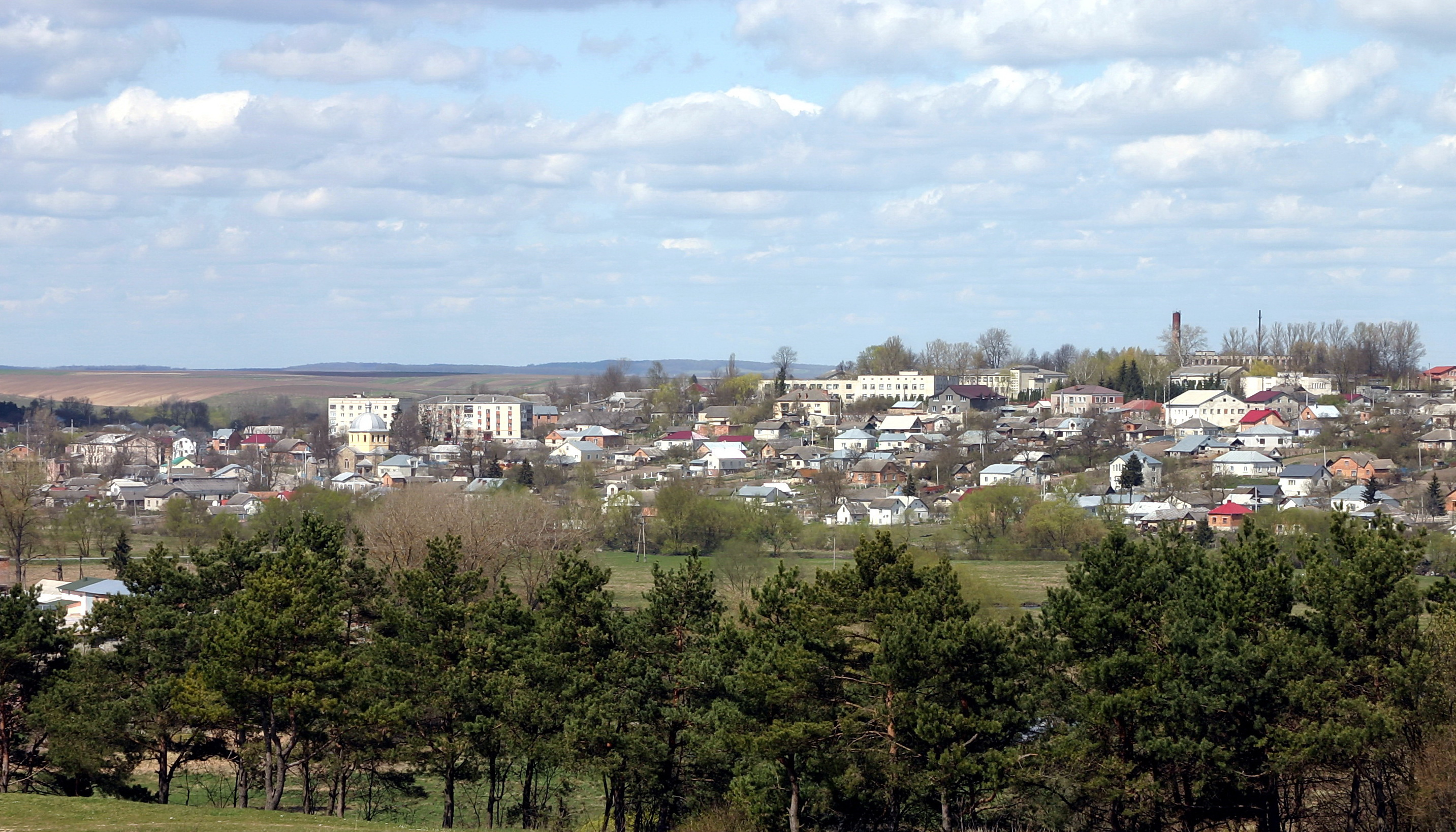

大比爾基（羅馬化：Velyki Birky）是烏克蘭西部捷爾諾波爾州捷爾諾波爾區大比尔基市镇内的市級鎮及其行政中心。處於捷爾諾波爾以東12公里，始建於1410年，面積3.77平方公里，海拔高度316米，2025年人口3,100，人口密度每平方公里909.55人。